# Gerard Kockelmans
 Gerardus Ignatius Hubertus (Gerard) Kockelmans (Meerssen, 5 mei 1925 - Beek, 7 september 1965) was componist, dirigent en muziekpedagoog.
Hij was zoon van (hoofd)onderwijzer Alphons Hubert Kockelmans en Maria Elisabeth Raeven. Zijn moeder overleed in 1931; hij werd opgevoed door zijn pleegmoeder Maria Petronella Eummelen. Hij was getrouwd met Agnes Wijffels. Hij overleed vrouw en zeven kinderen achterlatend plotseling aan een hartinfarct; de avond daarvoor had hij nog een repetitie geleid.
Hij studeerde aan de conservatoria van Maastricht, Den Haag en Utrecht. Docenten waren onder anderen bij Kees van Baaren, Sem Dresden en Henri Geraedts. Hij vervulde zijn dienstplicht in Nederlands-Indië en leidde aldaar in Bandoeng het kathedraalkoor. Bij terugkomst werd hij muziekdocent aan muziekscholen in Kerkrade en Sittard en het Maastrichts Conservatorium.
Hij componeerde voornamelijk koorwerken, wonder missen, motetten, maar ook orkestwerken, kamermuziek en liederen in verschillende bezettingen. Hij was gespecialiseerd contrapunt. Kockelmans heeft zich laten inspireren door de in zwang zijnde twaalftoonstechniek, maar heeft deze nooit echt omarmd. Zijn werken klinken modern, toegankelijk en melodieus. Hij viel qua stijl in de categorie: Paul Hindemith, Bela Bartók en Carl Orff. In de laatste fase van zijn leven componeerde hij in een door hemzelf ontwikkelde seriële componeerstijl. Een aantal titels is Te Deum, Petit sermons, Sinfonietta, de zeer kleine speeldoos en Zeven negro-spirituals. Hij kreeg in 1965 een onderscheiding vanuit de Provinciale Culturele Raad voor zijn Christus heri et hodie voor mannenkoor en drie trombones; de prijs moest postuum worden uitgereikt. In zijn ogen schreef hij geen werken voor de eeuwigheid, maar was volgens anderen in zijn tijd vernieuwend binnen de behoudende Limburgs muziek. Zijn Diverterend uit 1963 kreeg pas in 1983/1984 haar première door het Limburgs Symfonie Orkest onder leiding van Ed Spanjaard.
Kockelmans is niet alleen als componist, maar ook als koordirigent en als docent van belang geweest voor het muziekleven in Limburg. Onder andere dirigeerde hij het "Maastrichts Mannenkoor", de "Oratoriumvereniging Nieuw Leven", het "Geleens mannenkoor Mignon" en de Koninklijke Zangvereniging Mastreechter Staar (vier maanden vaste invaldirigent).
In 1990 werd er ter ere van hem een herdenkingsconcert gegeven in Geleen.
- International Standard Name Identifier: 0000 0003 9591 9548
- Library of Congress Control Number: no2014092101
- Nederlandse Thesaurus van Auteursnamen: 298558092
- Virtual International Authority File: 290708206
- WorldCat: E39PBJmDjyHyPvQH8fhckHqRKd